# Suruí (Magé)
Suruí é um bairro do distrito de Suruí, no município de Magé, no estado do Rio de Janeiro, no Brasil. É a sede e o bairro mais importante do distrito. O bairro é cortado pelo Ramal Guapimirim da SuperVia e pela Rodovia Rio-Teresópolis (um trecho das BR-116/493).

## Topônimo
"Suruí" é um termo de origem tupi que significa "rio dos siris", pela junção dos termos siri (siri) e  'y  (rio).